# Джеймс Бакли
Джеймс Фредерик Бакли (на английски: James Frederick Buchli) е полковник от USMC и астронавт на НАСА, участник в четири космически полета.

## Образование
Джеймс Бакли завършва колеж във Фарго, Северна Дакота през 1963 г. През 1967 г. получава бакалавърска степен по аерокосмическо инженерство от Военноморската академия на САЩ в Анаполис, Мериленд. През 1975 г. получава магистърска степен по аерокосмическо инженерство от университета на Западна Флорида.

## Военна кариера
Джеймс Бакли става боен пилот през 1967 г. Зачислен е в бойна ескадрила 122 (VMFA-122). Взема участие в бойните действия във Виетнам. Лети на изтребител F-4 Фантом. През 1977 г. завършва школа за тест пилоти. В кариерата си има 4200 полетни часа, от тях – около 4000 на реактивни самолети.

## Служба в НАСА
Джеймс Бакли е избран за астронавт от НАСА на 16 януари 1978 г., Астронавтска група №8. През август 1979 г. завършва курса на обучение. Първите си назначения получава още при първите мисии на космическата совалка: включен е в поддържащия екипаж на STS-1 и CAPCOM офицер на STS-2. Той е взел участие в четири космически полета.

### Полети
| Космически полети на Джеймс Фредерик Бакли             | Космически полети на Джеймс Фредерик Бакли | Космически полети на Джеймс Фредерик Бакли | Космически полети на Джеймс Фредерик Бакли | Космически полети на Джеймс Фредерик Бакли | Космически полети на Джеймс Фредерик Бакли | Космически полети на Джеймс Фредерик Бакли |
| №                                                      | Дата                                       | КК                                         | Емблема на мисията                         | Функции                                    | Продължителност                            |                                            |
| ------------------------------------------------------ | ------------------------------------------ | ------------------------------------------ | ------------------------------------------ | ------------------------------------------ | ------------------------------------------ | ------------------------------------------ |
| 1                                                      | 24 януари 1985                             | „Дискавъри“, мисия STS-51C                 |                                            | Специалист на мисията                      | 3 денонощия 01 час 33 мин. 23 сек.         |                                            |
| 2                                                      | 30 октомври 1985                           | „Чалънджър“, мисия STS-61A                 |                                            | Специалист на мисията                      | 7 денонощия 00 час 44 мин. 51 сек.         |                                            |
| 3                                                      | 13 март 1989                               | „Дискавъри“, мисия STS-29                  |                                            | Специалист на мисията                      | 4 денонощия 23 часа 38 мин. 52 сек.        |                                            |
| 4                                                      | 12 септември 1991                          | „Дискавъри“, мисия STS-48                  |                                            | Специалист на мисията                      | 5 денонощия 08 часа 27 мин. 38 сек.        |                                            |
| Сумарно време в космоса – 20 денонощия 10 часа 25 мин. |                                            |                                            |                                            |                                            |                                            |                                            |

- Джеймс Ф. Бакли е от малкото астронавти, извършили два космически полета в рамките на една календарна година.

## Награди
- Медал за отлична служба;
- Пурпурно сърце;
- Легион за заслуги;
- Медал за похвална служба;
- Въздушен медал;
- Медал за похвала;
- Медал на флота;
- Медал за участие в бойни действия;
- Кръст за храброст;
- Президентски медал за USMC;
- Медал на НАСА за участие в космически полет (4);
- Медал на НАСА за изключителни заслуги;
- Медал на НАСА за отлична служба;